# De zwelbast
Heer Bommel en de zwelbast of kortweg De zwelbast is het 77ste verhaal uit de Bommelsaga, geschreven en getekend door Marten Toonder. Het verhaal verscheen voor het eerst op 8 oktober 1957 en liep tot 14 december van dat jaar. Thema van het verhaal is vriendschap.

## Samenvatting
Burgemeester Dickerdack en de markies de Canteclaer dagen heer Bommel uit om in de Zwarte Bergen een zwelbast te gaan vangen. Bij succes wordt heer Bommel erelid van de Kleine Club, bij mislukking volgt daarentegen royement. Hij vertelt buiten de sociëteit het verhaal aan Tom Poes, die voorstelt er samen op af te gaan. Heer Bommel wil dit avontuur echter in zijn eentje beleven.
Het blijkt een verrassend eenvoudige opgave te zijn, omdat het kleine zwelbastje Zwelgje dicht bij slot Bommelstein is verdwaald. Het verdwaalde draakje legt uit dat hij gekrompen is omdat hij er de smoor in heeft. Tom Poes ziet het fout lopen, maar kan weinig doen, want zijn beste vriend negeert hem als 'rover van stand' volkomen. 
Tom Poes waarschuwt commissaris Bulle Bas bij de stadspoort van Rommeldam, maar de politiechef wordt bij zijn poging tot aanhouding door de gesignaleerd staande Zwelgje eveneens weggeblazen. Op de Kleine Club worden de burgemeester en de markies onaangenaam verrast door heer Bommel samen met de gegroeide zwelbast. De burgemeester zit er vreselijk mee dat Bommel nu erelid moet worden, maar de markies is van mening dat het niet Bommel is die de zwelbast is komen brengen, maar andersom.
Zwelg stelt aan heer Bommel voor om een hol te zoeken in het woud, waar hij zich beter thuis voelt. Ambtenaar eerste klasse Dorknoper wordt van zijn vrachtauto met belastingopbrengsten beroofd, nadat hij een dwangbevel vermogensbelasting aan de kasteelheer had overhandigd en Zwelg had gewezen op zijn verzwegen inkomen. Heer Bommel geeft Zwelg in overweging de ambtenaar te laten gaan, omdat de overheid geen losgeld betaalt voor haar ambtenaren. Dorknoper kan zo ongeschonden wegrijden met een lege vrachtwagen. Zwelg begraaft met heer Bommel de belastinggelden bij een oude eik, want het is zonde om alle schatten steeds mee te sjouwen.
Intussen hangt de stad Rommeldam vol met opsporingsbiljetten: “Bommel O.B. en Zwelbast Zwelg.” Super en Hieper beklagen zich tegenover Tom Poes over de roof van de belastinggelden. Omdat 'broodroof' dreigt gaat het duo heer Bommel opsporen. 
Later wordt heer Bommel gearresteerd, en besluit hij alsnog de zwelbast te gaan ophalen, gedekt door de politie. Wanneer Zwelg het verraad van heer Bommel bemerkt, krimpt hij ineen en is zodoende een makkelijk te vangen prooi. 
Tom Poes leest de krant en legt op slot Bommelstein uit dat doctorandus Zielknijper Zwelg “niet toerekenbaar” heeft verklaard. Zwelg zal dus niet worden vervolgd, maar hij is wel overgedragen aan Super en Hieper voor hun "Supers Zwelbast Show".
Heer Bommel heeft intussen spijt van zijn verraad en besluit alles op alles te zetten om de zwelbast te redden uit de handen van Super en Hieper. Met zijn voorlader stormt hij de circustent binnen en bedreigt Bul Super. Bulle Bas wil heer Bommel arresteren, maar op dat moment zwelt Zwelg weer op en blaast de gehele tent omver. Dan komt het moment van het definitieve afscheid, want Zwelg wil graag blijvend terug naar zijn soortgenoten in de Zwarte Bergen. Commissaris Bulle Bas is even later blij een ongeschonden Bommel aan te treffen, die alle lof krijgt voor het verjagen van het monster. 

## Verfilming
Dit verhaal vormde voor een groot deel de basis van de tekenfilm Als je begrijpt wat ik bedoel van Rob Houwer uit 1983.

## Bron
- https://delpher.nl/nl/kranten/results?query=Heer+Bommel+en+de+zwelbast&page=1&coll=ddd.

## Voetnoot
1. ↑   Zie Het monster-ei voor de oorsprong
2. ↑   De afloop van het verhaal loopt zo parallel aan het iets eerder verschenen De Zwarte Zwadderneel.
3. ↑   Stripstrook 3279 is de uitleiding van dit verhaal en tevens de inleiding van het volgende verhaal: “Het overdoen”. Hierin wordt uitgelegd dat een zelfvoldane kasteelheer de kostbaarheden onder de oude eik had laten opgraven en teruggegeven aan de rechtmatige eigenaars.